# Conocephalus peringueyi
Conocephalus peringueyi är en insektsart som beskrevs av Boris Petrovich Uvarov 1928. Conocephalus peringueyi ingår i släktet Conocephalus och familjen vårtbitare. Inga underarter finns listade i Catalogue of Life.